# Мегамазер

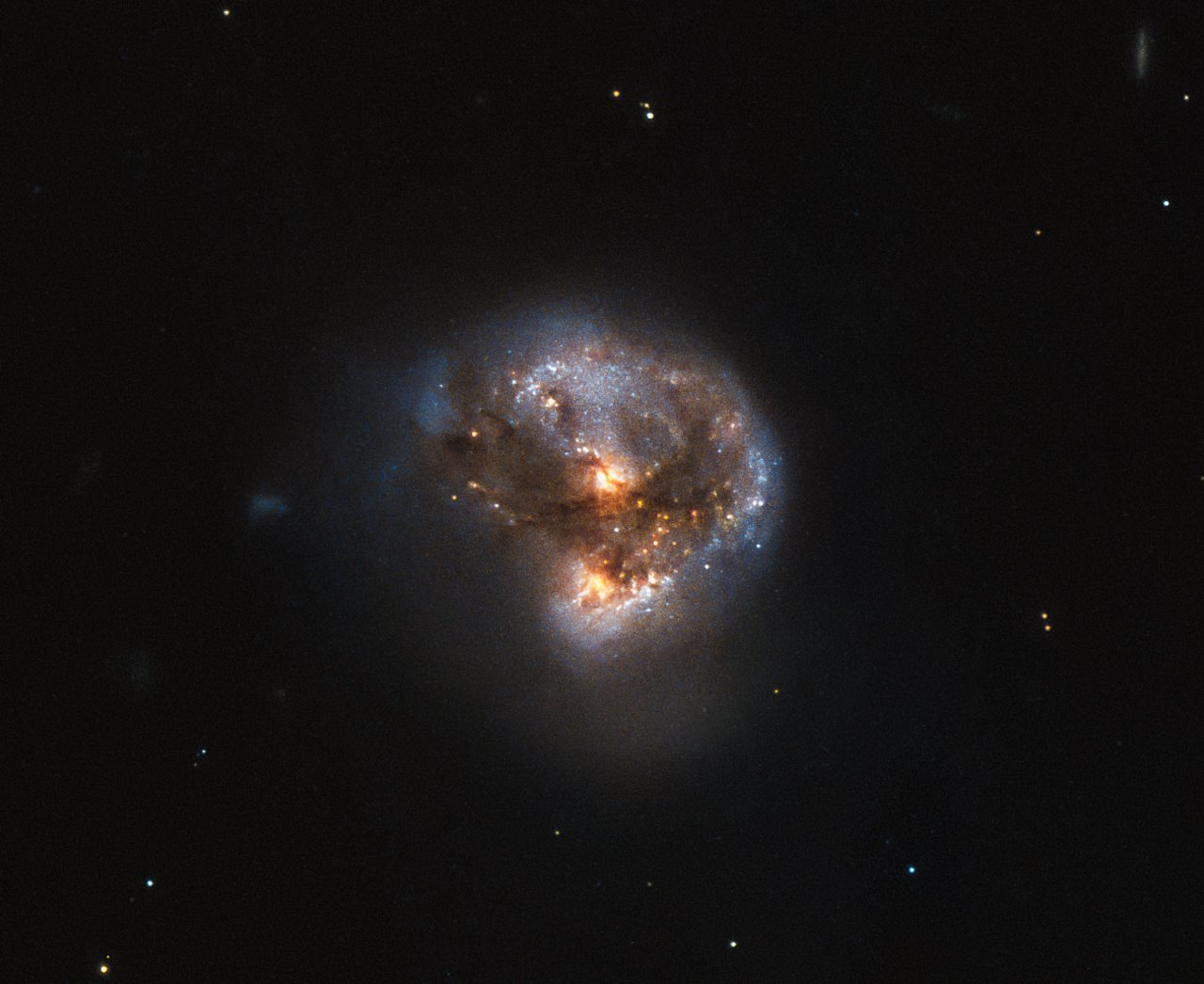
Мегамазер діє як астрономічний лазер, який випромінює мікрохвильове випромінювання, а не видиме світло (тому «m» замінює «l»).

Мегамазер — астрофізичний мазер дуже високої світності. Мегамазери мають світність порядку 103 світностей Сонця (L☉), що в 100 мільйонів разів яскравіше, ніж типові мазери в Чумацькому Шляху, звідси й приставка мега-. Аналогічно, термін кіломазер використовують для опису мазерів за межами Чумацького Шляху, які мають світність порядку L☉, тобто в тисячі разів більше за типову світність мазерів в Чумацькому Шляху, гігамазер — для опису мазерів, потужність яких в мільярди разів перевищує типову потужність мазерів в Чумацькому Шляху, а загальний термін позагалактичний мазер охоплює всі мазери, виявлені за межами Чумацького Шляху. Більшість відомих позагалактичних мазерів є мегамазерами, а більшість мегамазерів є гідроксильними мегамазерами, тобто спектральна лінія, на якій вони випромінюють, є однією з ліній молекули гідроксилу (OH). Відомі мегамазери для трьох інших молекул — води (H2O), формальдегіду (H2CO) і метину (CH).
Першим відкритим мегамазером був водний мегамазер, знайдений у 1979 році в NGC 4945, галактивідривці в сусідній групі A/M83 Центавра. Перший гідроксильний мегамазер спостерігали у 1982 році в Arp 220, найближчій ультраяскравій інфрачервоній галактиці. Наступні гідроксильні мегамазери також виявляли в яскравих інфрачервоних галактиках, тобто таких, які нещодавно злилися або взаємодіяли з іншими галактиками й тому переживають спалах зореутворення. Багато характеристик випромінювання гідроксильних мегамазерів відрізняються від характеристик гідроксильних мазерів у Чумацькому Шляху, зокрема посилення фонового випромінювання та співвідношення гідроксильних ліній на різних частотах. Інверсна заселеність в молекулах гідроксилу спричинена дальнім інфрачервоним випромінюванням, яке є результатом поглинання та повторного випромінювання світла від зір, спричиненого оточуючим міжзоряним пилом. Зееманівське розщеплення ліній гідроксильного мегамазера було використано для вимірювання магнітних полів у міжзоряному газі, давши перше виявлення зееманівського розщеплення в іншій галактиціяяя
Водні мегамазери та кіломазери в основному пов'язані з активними ядрами галактик, тоді як галактичні та слабші позагалактичні водні мазери знаходяться в зонах зореутворення. Попри різні середовища, умови в позагалактичних водних мазерах, ймовірно, не сильно відрізняються від тих, що породжують галактичні водні мазери. Спостереження за водними мегамазерами використовували для точного вимірювання відстаней до галактик з метою встановлення обмежень на сталу Габбла.

## Контекст

### Мазери

Схема процесу вимушеного випромінювання

Слово «мазер» (англ. maser) є скороченням від «мікрохвильове підсилення за допомогою стимульованої емісії випромінювання» (англ. Microwave Amplification by Stimulated Emission of Radiation). Мазер був попередником лазера: останній працює на оптичних довжинах хвиль і тому отримав назву за аналогією за аналогією з мазером заміною в абревіатурі «мікрохвиль» (англ. microwave) на «світло» (англ. light). У системі атомів або молекул, які мають різні енергетичні стани, атом або молекула може поглинути фотон і перейти на вищий енергетичний рівень, або фотон може стимулювати випромінювання іншого фотона такої ж енергії та спричинити перехід на нижчий енергетичний рівень. Утворення мазера вимагає інверсної заселеності, коли система має більше частинок на вищому енергетичному рівні, ніж на нижчому. У такій ситуації вимушене випромінювання утворить більше фотонів, ніж поглине. Така система порушує умови теплової рівноваги, тому для її виникнення потрібні особливі умови. Зокрема, необхідне джерело енергії, яке може переводити атоми або молекули в збуджений стан. За умови інверсної заселеності, фотон з енергією, рівній різниці енергій між двома станами, може викликати стимульоване випромінювання іншого фотона з такою ж енергією. Атом або молекула перейде на нижчий енергетичний рівень, а на місці одного фотона утворяться два фотони однакової енергії. Повторення цього процесу призводить до посилення випромінювання. Оскільки всі фотони мають однакову енергію, утворене випромінювання є монохроматичним.

### Астрофізичні мазери
Мазери та лазери і в земних лабораторіях, і в космічному просторі потребують інверсної заселеності рівнів, однак умови виникнення такої інверсної заселеності в земних і космічних умовах дуже різняться. Астрофізичні мазери мають низьку щільність і дуже велику довжину шляху. При низькій щільності легше досягти виходу з підтримуваної зіткненнями теплової рівноваги, досягнувши інверсної заселеності. А велика довжина шляху надає фотонам, що подорожують через середовище, багато можливостей для стимулювання випромінювання та посилення фонового джерела випромінювання. (Натомість як через невеликий розмір лабораторних мазерів вони потребують використання резонансної порожнини, щоб змусити випромінювання проходити через них багато разів.) Ці фактори роблять міжзоряний простір природним середовищем для роботи мазера. Астрофізичні мазери можуть накачуватися випромінюванням або зіткненнями. При накачуванні випромінюванням інфрачервоні фотони з більшою енергією, ніж енергія переходу мазера, переводять значну частину атомів або молекул у верхній енергетичний стан, спричиняючи інверсну заселеність. При накачуванні зіткненнями атоми або молекули переводяться зіткненнями на ще вищі енергетичні рівні, а потім випромінюють фотони, спускаючись до верхнього рівня мазерного переходу.

## Історія
У 1965 році, через дванадцять років після створення першого лабораторного мазера, у площині Чумацького Шляху виявили перший космічний гідроксильний (ОН) мазер. У наступні роки в Чумацькому Шляху відкрили мазери інших молекул, у тому числі води (H2O), монооксиду кремнію (SiO) і метанолу (CH3OH). Типова світність цих мазерів становила 10−6–10−3 L☉. Першим доказом існування позагалактичних мазерів стало виявлення молекули гідроксилу в галактиці NGC 253 у 1973 році, — це джерело було приблизно в десять разів яскравішим, ніж галактичні мазери.
У 1982 році в надяскравій інфрачервоній галактиці Arp 220 виявили перший мегамазер. Якщо припустити ізотропне випромінювання, то світність цього джерела становила близько 103 L☉. Ця яскравість приблизно в сто мільйонів разів більша за типовий мазер у Чумацькому Шляху, тому джерело мазера в Arp 220 було названо мегамазером. У той час вже були відомі позагалактичні водні (H2O) мазери. У 1984 році в NGC 4258 і NGC 1068 виявили випромінювання водних мазерів, яке було порівнянної потужності з гідроксильним мазером в Arp 220, і тому вони були віднесені до водних мегамазерів.
Протягом наступного десятиліття були також відкриті мегамазери для молекул формальдегіду (H2CO) і метину (CH). Галактичні формальдегідні мазери відносно рідкісні, і відомо більше формальдегідних мегамазерів, ніж галактичних формальдегідних мазерів. З іншого боку, метинові мазери досить поширені в Чумацькому Шляху. Обидва типи мегамазера були виявлені в галактиках, в яких був виявлений гідроксил: метинові мегамезери — у галактиках з гідроксильним поглинанням, а формальдегідні — і в галактиках з гідроксильним поглинанням, і в галактиках з гідроксильним мегамазерним випромінюванням.
Станом на 2007 рік було відомо 109 гідроксильних мегамазерних джерел із червоним зміщенням {\displaystyle z\approx 0.27}. Відомо понад 100 позагалактичних водних мазерів, і з них 65 достатньо яскраві, щоб вважатися мегамазерами.

## Умови випромінювання

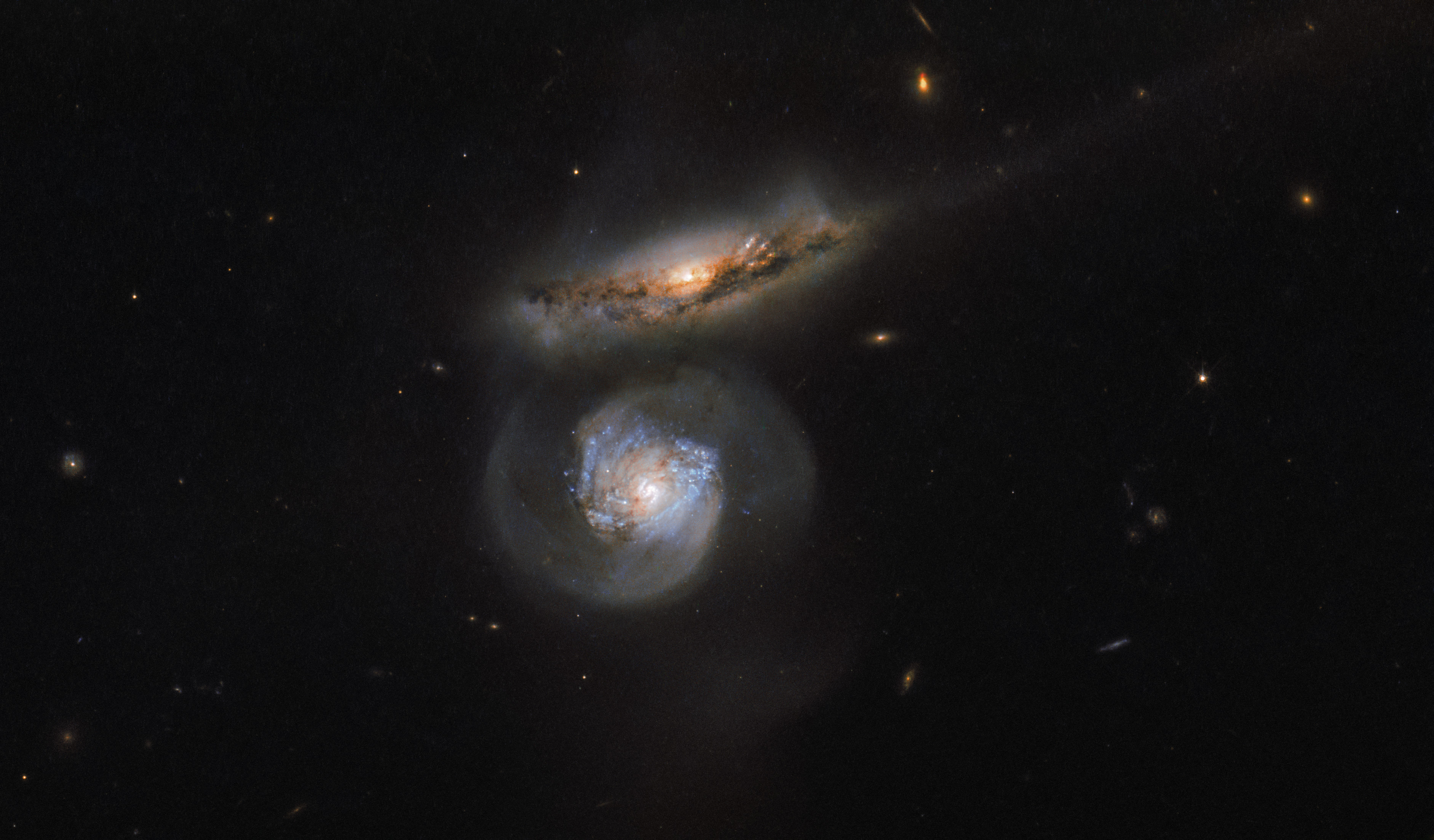
Галактики MCG+01-38-004 (верхня) і MCG+01-38-005 (нижня). Мікрохвильове випромінювання від MCG+01-38-005 було використано для уточнення сталої Габбла.

Незалежно від мазерної молекули, існує кілька вимог, яким треба задовільнити для існування сильного мазерного джерела. Повинен існувати механізм накачування для створення інверсної заселеності, а щільність і розмір газової хмари мають бути достатньо великими для значного посилення випромінювання. Умови утворення мегамазерів різні для різних молекул. Наслідком цього є, зокрема, те, що невідомо жодної галактики, яка б одночасно містила обидва найпоширеніші види мегамазерів — гідроксильний і водний. Тому далі різні типи мегамазерів будуть розглянуті окремо.

## Гідроксильні мегамазери
Галактика Arp 220, яка містить перший виявлений мегамазер, є найближчою ультраяскравою інфрачервоною галактикою. Вона дуже детально досліджена на багатьох довжинах хвиль, і це робить її прототипом галактик з гідроксильними мегамазерами, допомагаючи інтерпретувати інші гідроксильні мегамазери та їхні галактики.

### Фізичні умови

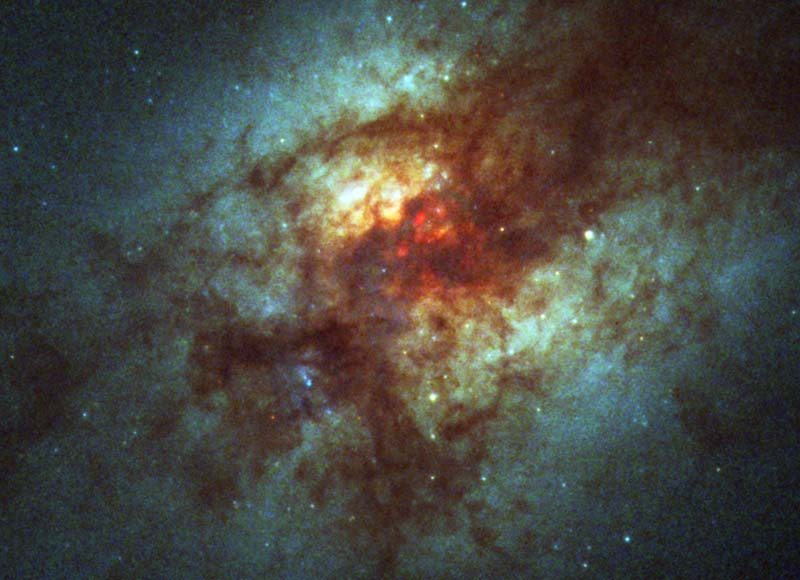
Arp 220, прототип галактики з гідроксильним мегамазерним випромінюванням

Гідроксильні мегамазери розташовані в ядрах яскравих інфрачервоних галактик (LIRG), у яких світність в дальньому інфрачервоному діапазоні перевищує сто мільярдів сонячних світностей, L FIR > 1011 L☉, та в ультраяскравих інфрачервоних галактиках (ULIRG), у яких L FIR > 1012 L☉. Попри такі великі інфрачервоні світності, у багатьох випадках LIRG не дуже яскраві в оптичному діапазоні. Наприклад, для Arp 220, першого відкритого мегамазера, відношення інфрачервоної світності до світності в синьому світлі становить близько 80.
Більшість LIRG мають ознаки взаємодії з іншими галактиками або нещодавно зазнали злиття галактик. Те ж саме стосується LIRG, які містять гідроксильні мегамазери. Мегамазери багаті на молекулярний газ порівняно зі спіральними галактиками. Маса молекулярного водню в них перевищує мільярд сонячних мас, H2 > 109 M☉. Злиття галактик допомагають направити молекулярний газ до центральної області галактики, створюючи там високу щільність молекулярного газу і стимулюючи високі швидкості зореутворення, характерні для LIRG. Світло зір, у свою чергу, нагріває пил, який перевипромінює енергію в далекому інфрачервоному діапазоні та створює високу LFIR, що спостерігається в галактиках з гідроксильними мегамазерами. Температура пилу, отримана за випромінюванням у дальньому інфрачервоному діапазоні, коливається від 40 до 90 К.
Світність у дальньому інфрачервоному діапазоні та температура пилу в LIRG впливають на ймовірність появи гідроксильного мегамазера через кореляції між температурою пилу та світністю в далекому інфрачервоному діапазоні, тому з самих лише спостережень неможливо визначити роль кожного з цих параметрів у виникненні гідроксильних мегамазерів. LIRG з більш теплим пилом, як і ULIRG з LFIR > 1012 L☉, з більшою ймовірністю містять гідроксильні мегамазери. Гідроксильні мегамазери містяться принаймні в кожному третьому ULIRG і в кожному шостому LIRG. Ранні спостереження гідроксильних мегамазерів показали кореляцію між ізотропною гідроксильною світністю та далекою інфрачервоною світністю за законом LOH {\displaystyle \propto } LFIR2. Коли виявили більше гідроксильних мегамазерів і врахували упередження Мальмквіста, цей спостережуваний зв'язок виявився більш плоским, LOH {\displaystyle \propto } LFIR1.2 {\displaystyle \pm } 0,1.
Рання спектральна класифікація LIRG з гідроксильними мегамазерами показала, що властивості LIRG, які містять гідроксильні мегамазери, не відрізняються від загальної популяції LIRG. Приблизно третина галактик з мегамазерами є галактиками зі спалахом зореутворення, чверть є Сейфертівськими галактиками II типу, а решта є галактичними ядрами з емісійними лініями низької іонізації. Оптичні властивості галактик з гідроксильними мегамазерами й галактик без мегамазерів істотно не відрізняються. Інфрачервоні спостереження космічного телескопа Спітцер показали, що активні ядра галактики мають лише 10–25 % галактик із гідроксильними мегамазерами і 50–95 % галактик без мегамазерів.
LIRG з гідроксильними мегамазерами можна відрізнити від загальної популяції LIRG за вмістом молекулярного газу. Типові галактики з гідроксильними мегамазерами мають густину молекулярного газу понад 1000 см−3, більшість цієї густини припадає на молекулярний водень. Такі густини є одними з найвищих середніх густин молекулярного газу серед LIRG. LIRG з гідроксильними мегамазерами також мають високі частки щільного газу порівняно з типовими LIRG. Частку щільного газу вимірюють за відношенням світності ціаністого водню (HCN) до світності монооксиду вуглецю (CO).

### Лінії випромінювання

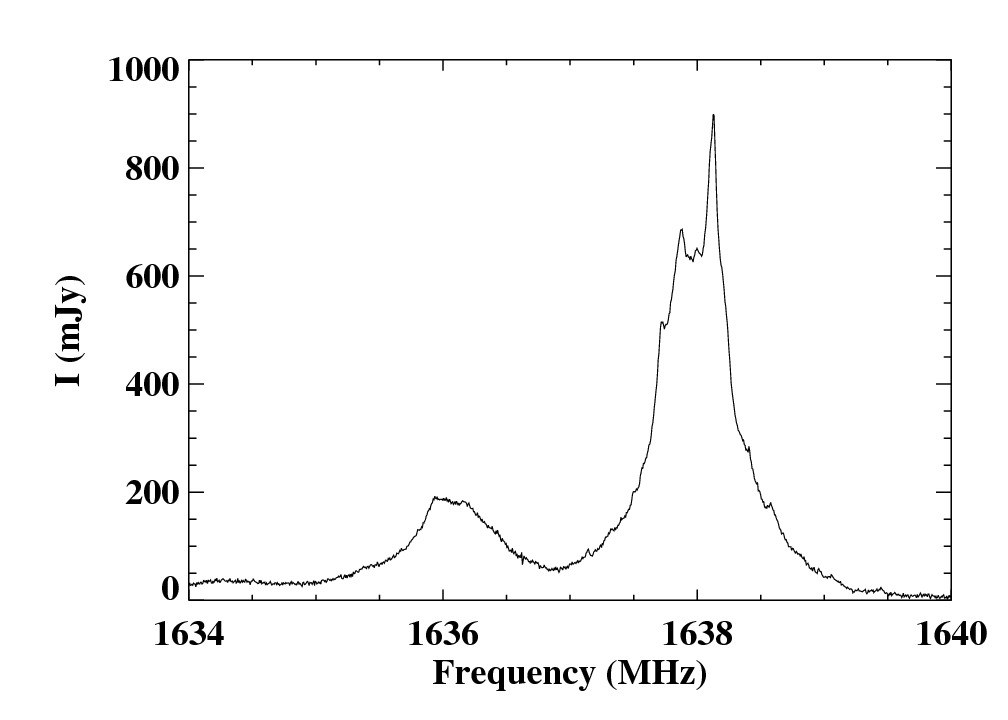
Мазерні лінії 1665 і 1667 МГц в Arp 220, зміщені на нижчі частоти через червоний зсув

Випромінювання гідроксильних мегамазерів відбувається переважно в так званих «основних лініях» на частотах 1665 і 1667 МГц. Молекула гідроксилу також має дві «супутні лінії» на частотах 1612 і 1720 МГц, але їх вдається зареєструвати лише для невеликої частки гідроксильних мегамазерів. Випромінювання всіх відомих гідроксильних мегамазерів сильніше на 1667 МГц; типове відношення потоків на лініях 1667 МГц і 1665 МГц, зване надтонким відношенням, коливається від 2 до понад 20. Для гідроксилу в термодинамічній рівновазі це відношення лежало б у межах від 1 до 1,8 залежно від оптичної глибини, тому відношення інтенсивностей, більші за 2, вказують на відсутність термодинамічної рівноваги. Це можна порівняти з галактичними гідроксильними мазерами в зонах зореутворення, де лінія 1665 МГц, як правило, сильніша, і з гідроксильними мазерами навколо зір на пізніх стадіях еволюції, у яких часто найсильніша лінія 1612 МГц, а з основних ліній 1667 МГц часто яскравіша за 1612 МГц. Загальна ширина кожної з ліній зазвичай становить багато сотень кілометрів на секунду, натомість як галактичні гідроксильні мазери зазвичай мають ширину лінії порядку кілометра на секунду або вужчу, і поширюються на швидкість від кількох до десятків кілометрів на секунду.
Випромінювання, посилене гідроксильними мазерами, є радіоконтинуумом свого господаря. Цей континуум в основному складається із синхротронного випромінювання, створеного надновими зорями типу II. Посилення цього фону є низьким, з коефіцієнтами підсилення або підсиленнями в діапазоні від кількох відсотків до кількох сотень відсотків, а джерела з більшими надтонкими коефіцієнтами зазвичай демонструють більші прирости. Джерела з більшим підсиленням зазвичай мають вужчі лінії випромінювання. Це очікується, якщо всі ширини ліній попереднього посилення приблизно однакові, оскільки центри ліній посилюються більше, ніж крила, що призводить до звуження лінії.
Кілька гідроксильних мегамазерів, у тому числі Arp 220, були виявлені за допомогою інтерферометрії з наддовгою базою, що дозволяє досліджувати джерела з вищою кутовою роздільною здатністю. РНДБ-спостереження показують, що випромінювання гідроксильного мегамазера складається з двох компонентів, одного дифузного та одного компактного. Дифузний компонент показує підсилення менше ніж одиничний коефіцієнт і ширину лінії порядку сотень кілометрів на секунду. Ці характеристики подібні до тих, що спостерігаються під час спостережень за гідроксильними мегамазерами на одній чашці, які не здатні розрізняти окремі компоненти масування. Компактні компоненти мають високі коефіцієнти підсилення, від десятків до сотень, високі коефіцієнти потоку при 1667 МГц до потоку на 1665 МГц, а ширина лінії становить кілька кілометрів на секунду. Ці загальні особливості були пояснені вузьким навколоядерним кільцем матеріалу, з якого виникає дифузне випромінювання, та окремими масивними хмарами розміром порядку одного парсека, які викликають компактне випромінювання. Гідроксильні мазери, які спостерігаються в Чумацькому Шляху, більше нагадують компактні гідроксильні мегамазери. Однак існують деякі області розширеного випромінювання галактичного мазера від інших молекул, які нагадують дифузний компонент гідроксильних мегамазерів.

### Механізм накачування
Спостережуване співвідношення між яскравістю гідроксильної лінії та дальнім інфрачервоним діапазоном свідчить про те, що гідроксильні мегамазери накачуються випромінюванням. Початкові РНДБ-вимірювання найближчих гідроксильних мегамазерів, здавалося, становлять проблему з цією моделлю для компактних компонентів випромінювання гідроксильних мегамазерів, оскільки вони вимагають дуже великої частки інфрачервоних фотонів, які поглинаються гідроксилом і призводять до випромінювання мазерного фотона, що робить збудження зіткнень більш вірогідним механізмом накачування. Проте модель випромінювання мазера з грудкуватим середовищем, що формує, здатна відтворити спостережувані властивості компактного та дифузного випромінювання гідроксилу. Недавнє детальне дослідження виявило, що фотони з довжиною хвилі 53 мікрометри є основним насосом для випромінювання головного мазера, і це стосується всіх гідроксильних мазерів. Щоб забезпечити достатню кількість фотонів на цій довжині хвилі, міжзоряний пил, який переробляє зоряне випромінювання до інфрачервоних хвиль, повинен мати температуру щонайменше 45 кельвінів. Нещодавні спостереження за допомогою космічного телескопа Спітцер підтверджують цю основну картину, але все ще є деякі розбіжності між деталями моделі та спостереженнями галактик-господарів гідроксильного мегамазера, наприклад, необхідна непрозорість пилу для випромінювання мегамазера.

### Застосування
Гідроксильні мегамазери виникають у ядерних областях LIRG і, здається, є маркером на стадії формування галактик. Оскільки випромінювання гідроксилу не підлягає згасанню міжзоряним пилом у його LIRG, що приймає, гідроксильні мазери можуть бути корисними зондами умов, у яких відбувається утворення зір у LIRG. При червоному зміщенні z ~ 2 існують галактики, подібні до LIRG, більш яскраві, ніж галактики у сусідньому Всесвіті. Спостережуване співвідношення між гідроксильною світністю та світністю в далекому інфрачервоному діапазоні свідчить про те, що гідроксильні мегамазери в таких галактиках можуть бути в десятки чи сотні разів яскравішими, ніж спостережувані гідроксильні мегамазери. Виявлення гідроксильних мегамазерів у таких галактиках дозволить точно визначити червоне зміщення та допоможе зрозуміти процес утворення зір у цих об'єктах.
Перше виявлення ефекту Зеемана в іншій галактиці було зроблено завдяки спостереженням гідроксильних мегамазерів. Ефект Зеемана — це розщеплення спектральної лінії через наявність магнітного поля, причому розмір розщеплення лінійно пропорційний напруженості магнітного поля прямої видимості. Зееманівське розщеплення було виявлено в п'яти гідроксильних мегамазерах, і типова сила виявленого поля становить кілька мілігаусів, подібно до напруженості поля, виміряної в галактичних гідроксильних мазерах.

## Водні мегамазери
На відміну від гідроксильних мегамазерів, які принципово відрізняються від галактичних гідроксильних мазерів, умови у водних мегамазерах подібні до умов у галактичних водних мазерах. Водні мазери, більш потужні, ніж галактичні водні мазери, деякі з яких досить сильні, щоб бути класифікованими як мегамазери, можуть бути описані тією ж функцією світності, що і галактичні водні мазери. Деякі позагалактичні водні мазери виникають у зонах зореутворення, таких як галактичні водні мазери, тоді як більш потужні водні мазери знаходяться в навколоядерних областях навколо активних ядер галактик (AGN).Ізотропні світності цих об'єктів варіюються від першого порядку до декількох сотень L☉, і їх можна виявити в сусідніх галактиках, таких як Мессьє 51 (0.8 L☉) і більш віддалених галактиках, таких як NGC 4258 (120 L☉).

### Характеристики ліній та механізм накачування
Випромінювання водяного мазера спостерігається переважно при 22 ГГц через перехід між рівнями енергії обертання в молекулі води. Верхній стан має енергію, що відповідає 643 кельвінам щодо основного стану, і для заселення цього верхнього рівня мазера потрібна щільність молекулярного водню порядку 108 см−3 або більше та температура щонайменше 300 кельвінів. Молекула води переходить у стан термічної рівноваги за густини молекулярного водню приблизно 1011 см−3, тому це встановлює верхню межу густини в області утворення води. Випромінювання водних мазерів було успішно змодельовано за допомогою мазерів, що виникають за ударними хвилями, що поширюються через щільні області міжзоряного середовища. Ці поштовхи створюють високі числові щільності та температури (відносно типових умов у міжзоряному середовищі), необхідні для випромінювання мазерів, і успішно пояснюють спостережувані мазери.

### Застосування
Водні мегамазери можна використовувати для точного визначення відстані до далеких галактик. Припускаючи кеплерівську орбіту, вимірювання доцентрового прискорення та швидкості плям водяного мазера дає фізичний діаметр, утримуваний плямами мазера. Порівнявши фізичний радіус із кутовим діаметром, виміряним на небі, можна визначити відстань до мазера. Цей метод ефективний для водних мегамазерів, оскільки вони виникають у невеликій області навколо AGN і мають вузьку ширину лінії. Цей метод вимірювання відстаней використовується для отримання незалежного вимірювання сталої Габбла, яке не залежить від використання стандартних свічок. Однак метод обмежений невеликою кількістю водних мегамазерів, відомих на відстанях у межах потоку Габбла. Це вимірювання відстані також забезпечує вимірювання маси центрального об'єкта, яким у даному випадку є надмасивна чорна діра. Вимірювання маси чорних дір за допомогою водяних мегамазерів є найточнішим методом визначення маси чорних дір у галактиках, крім Чумацького Шляху. Виміряні маси чорної діри узгоджуються зі співвідношенням М–сигма, емпіричною кореляцією між дисперсією швидкості зір у галактичних балджах і масою центральної надмасивної чорної діри.